# El hombre que amé
El hombre que amé es una película de Argentina en blanco y negro dirigida por Alberto de Zavalía el guion de César Tiempo basado en un cuento de Guy Endore que se estrenó el 11 de septiembre de 1947 y que tuvo como protagonistas a Pedro López Lagar, Delia Garcés, Olga Casares Pearson y Jorge Salcedo. La película contó con la asesoría artística de Ernesto Arancibia.

## Sinopsis
Un hombre acuerda vender su juventud a un extraño personaje.

## Reparto
- Pedro López Lagar
- Delia Garcés
- Olga Casares Pearson
- Jorge Salcedo
- Julián Bourges
- Berta Moss
- Jorge Villoldo
- Agustín Orrequia
- Adolfo Linvel
- Enrique Doyen

## Comentarios
Tulio Carella opinó en Crítica que es una excelente manifestación de cine que afronta valientemente el relato fantástico sin intentar una explicación engorrosa de los hechos en tanto para El Heraldo del Cinematografista el filme tiene una realización fría, sin vigor, pero cuidadosa de los detalles exteriores.